# Natalia Beridse

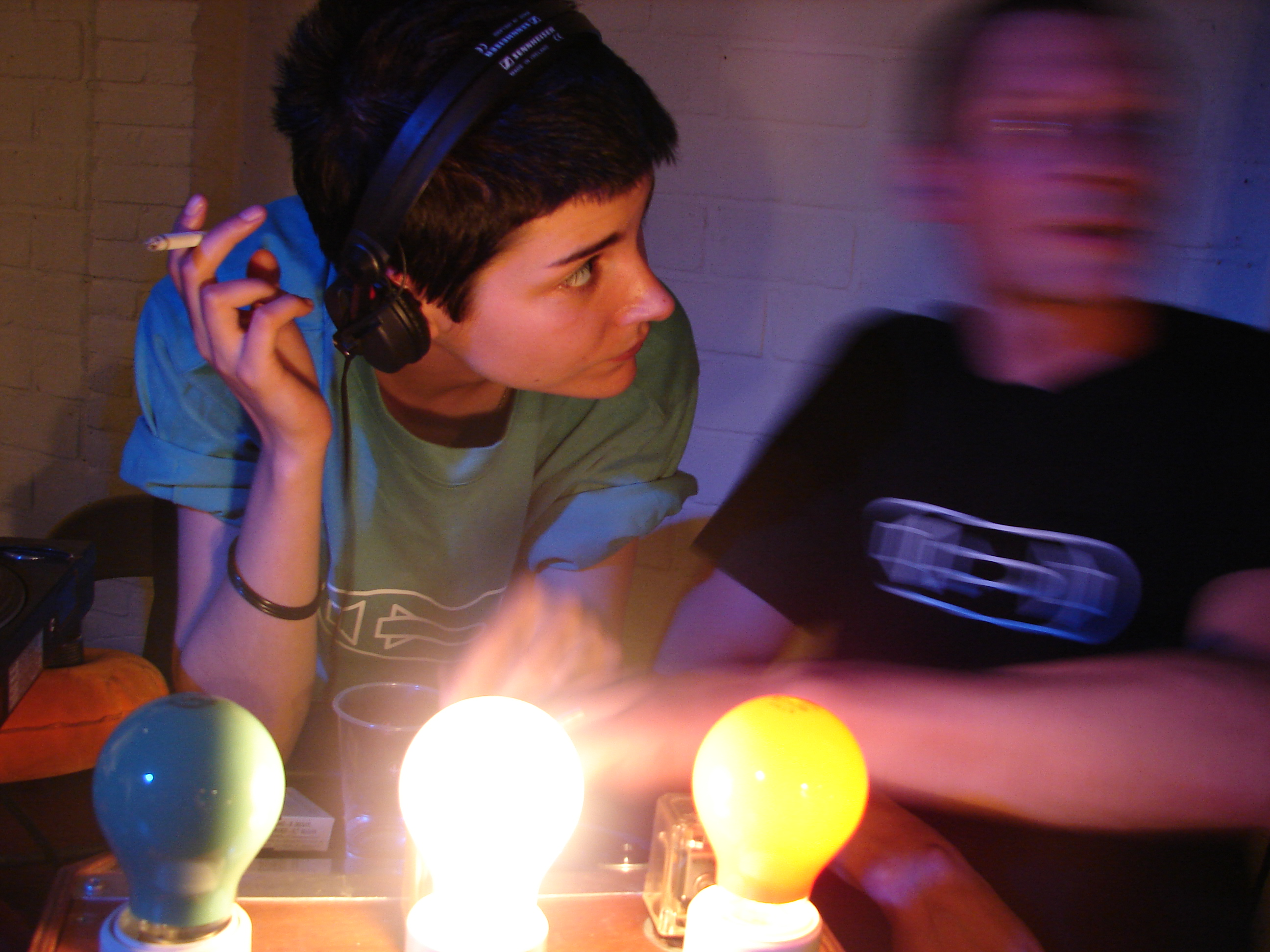
Natalie Beridze

Natalie „Tusia“ Beridze (auch Natalie, gebürtig georgisch ნატალია ბერიძე; dt. Transkription Natalia Beridse; * 28. März 1979 in Tiflis) ist eine georgische Musikerin, bekannt geworden unter ihrem Pseudonym TBA. Sie veröffentlicht auch unter weiteren Namen wie T.B., Tusha, Tusia, Tutta, TBA Empty oder auch Nate Fisher. Sie ist Mitglied des Künstlerkollektivs Goslab.

## Musikalischer Werdegang
Beridze studierte Politik und Medienwissenschaften. Im Jahr 2002 konnte man sie als Sängerin im Duett mit Nika Machaidze auf dessen Maxisingle Nikakoi – City Lights (WMF Records) hören.
Ihr erstes Album TBA erschien 2003 auf Thomas Brinkmanns Label Max Ernst. Tba (ტბა) ist das georgische Wort für See, TBA steht aber auch als englische Abkürzung für to be announced, ein im Musikbereich häufig verwendeter Ausdruck einer vorläufigen Ankündigung: Albumtitel, Veröffentlichungsdatum, Konzertort, Line-up (oder Ähnliches) wird noch bekanntgegeben. Auf Beridzes erstem Album standen nur die Lettern TBA.
2005 war sie eine von vier Musikerinnen auf der Compilation Four Women No Cry (nach dem Bob Marley Stück No Woman No Cry, allerdings ohne musikalischen Bezug) auf Monika Enterprise, dem Label der Musikerin Gudrun Gut. 2006 produzierte sie den Soundtrack zu Salome Machaidzes Film Trigger Tiger. Im darauffolgenden Jahr erschienen mit den Alben The Other und Size and Tears (ein Doppelalbum) ihre letzten Produktionen auf Max Ernst. 2009 veröffentlichte sie ein Album auf Laboratory Instinct. Ein Jahr später erschien auf Monika Enterprise eine EP, gefolgt 2011 von einer Remix-Produktion für Greie Gut Fraktion und ihrem Album Forget'fulness.
Beridze ist als Gastmusikerin/-sängerin oder Remixerin unter anderem an Aufnahmen von Nikakoi, Post Industrial Boys, T.Raumschmiere, Jörg Follert (Wechsel Garland) und Thomas Brinkmann beteiligt. Auf dem Album Forget'fulness findet sich eine Kooperation mit Ryuichi Sakamoto.
Natalie Beridze wird von Gabriele Loschelders Agentur Media Loca vertreten.

## Stil
Natalie Beridze produziert elektronische Musik. Sie wird Leftfield, IDM und Electronica zugeordnet. Ihr erstes Album in 2003 beinhaltete 21 eher abstrakte Miniaturen.
Schon auf ihrem nächsten Album Georgia Is Like Spiritual Tokyo sang sie selbst. Und von Veröffentlichung zu Veröffentlichung wurde ihre Musik zunehmend lyrischer. Harmonisch bewegt sie sich eher in einem Moll-Bereich oft mit gebrochenen, verminderten Akkordfolgen. Sie fand dabei zu einem Songwriting, das sich an offenen Strukturen orientiert und in einem Grenzbereich zwischen Electronica, Singer-Songwriter, Brüsseler New Wave der 1980er Jahre und Soundtrack-artigen Stimmungen und Atmosphären liegt.
Dass sie überhaupt das Werkzeug Laptop gewählt hat, scheint wenig mit dem Wunsch zu tun haben, elektronischer Musik im Sinne von Club oder Techno zu produzieren, sondern mit der Möglichkeit, des unabhängig arbeiten zu können. Auf einer Referenzliste tauchen dann die explizit elektronischen Musiker eher am Rande auf: Beridze begeistert sich für eine eklektische Mischung an Einflüssen: The Smiths, Lou Reed, Weather Report, David Bowie, Cocteau Twins, Björk, Aphex Twin, Squarepusher, Stravinsky, Prokofiev, Shostakovich, Jeff Mills, Autechre, Kraftwerk, georgische Volksmusik und vieles mehr, was aus den grobschlächtigen Lautsprechern aus sowjetischer Produktion verformt in das winzige Goslab-Studio tönte.
So hat sie unter anderem die Soundtracks für Salome Machaidzes Filme Trigger Tiger (2006) und Dima (2009) produziert und für Zaza Rusadzes A Fold of my Blanket (2011). Mit dem Doppelalbum Size And Tears (2007) setzt sie sich mit Lewis Carrolls Alice im Wunderland auseinander.

## Diskografie

### Alben
- 2003: TBA (Max Ernst)
- 2003: Georgia Is Like Spiritual Tokyo (Max Ernst)
- 2005: Annulé (Max Ernst)
- 2006: Stupid Rotation (Max Ernst)
- 2007: The Other (Max Ernst)
- 2007: Size And Tears (Max Ernst)
- 2009: Pending (Laboratory Instinct)
- 2011: Forget'fulness (Monika Enterprise)
- 2016: Guliagava (Monika Enterprise)

### Singles & EPs
- 2005: Annulé Remixe (Max Ernst)
- 2006: Stupid Rotation 1 (Max Ernst)
- 2006: Stupid Rotation 2 (Max Ernst)
- 2007: Donoteatonlsd (Max Ernst, als Nate Fisher)
- 2010: What About Things Like Bullets (Monika Enterprise)

## Sonstiges
Natalie Beridzes Video zu Nikakois Song Game jedoch wurde 2002 auf den Internationalen Kurzfilmtagen Oberhausen mit einem MuVi-Award ausgezeichnet.
Der schottische Dichter Don Paterson verfasste ein Gedicht mit dem Titel Love Poem For Natalie 'Tusja' Beridze, das 2008 als bestes Gedicht mit dem Forward Poetry Prize ausgezeichnet wurde.